# Escola Bahiana de Medicina e Saúde Pública
A Escola Bahiana de Medicina e Saúde Pública (ou, simplesmente, Bahiana) é uma instituição de ensino superior de Salvador, Bahia, Brasil, fundada no ano de 1952. Possui duas unidades acadêmicas, localizadas nos bairros de Brotas e Cabula.
Oferece cursos de graduação em Medicina, Biomedicina, Enfermagem, Fisioterapia,  Odontologia, Psicologia e Educação Física. Em sua grade, também possui cursos de extensão e pós-graduação (lato e stricto sensu). Seus vestibulares costumam ser bastante concorridos - especialmente para o curso de Medicina, visto que até há pouquíssimo tempo era a única faculdade particular da capital baiana a oferecer esse curso.
A Bahiana é mantida pela Fundação Bahiana para Desenvolvimento das Ciências (FBDC), instituição sem fins lucrativos.

## História

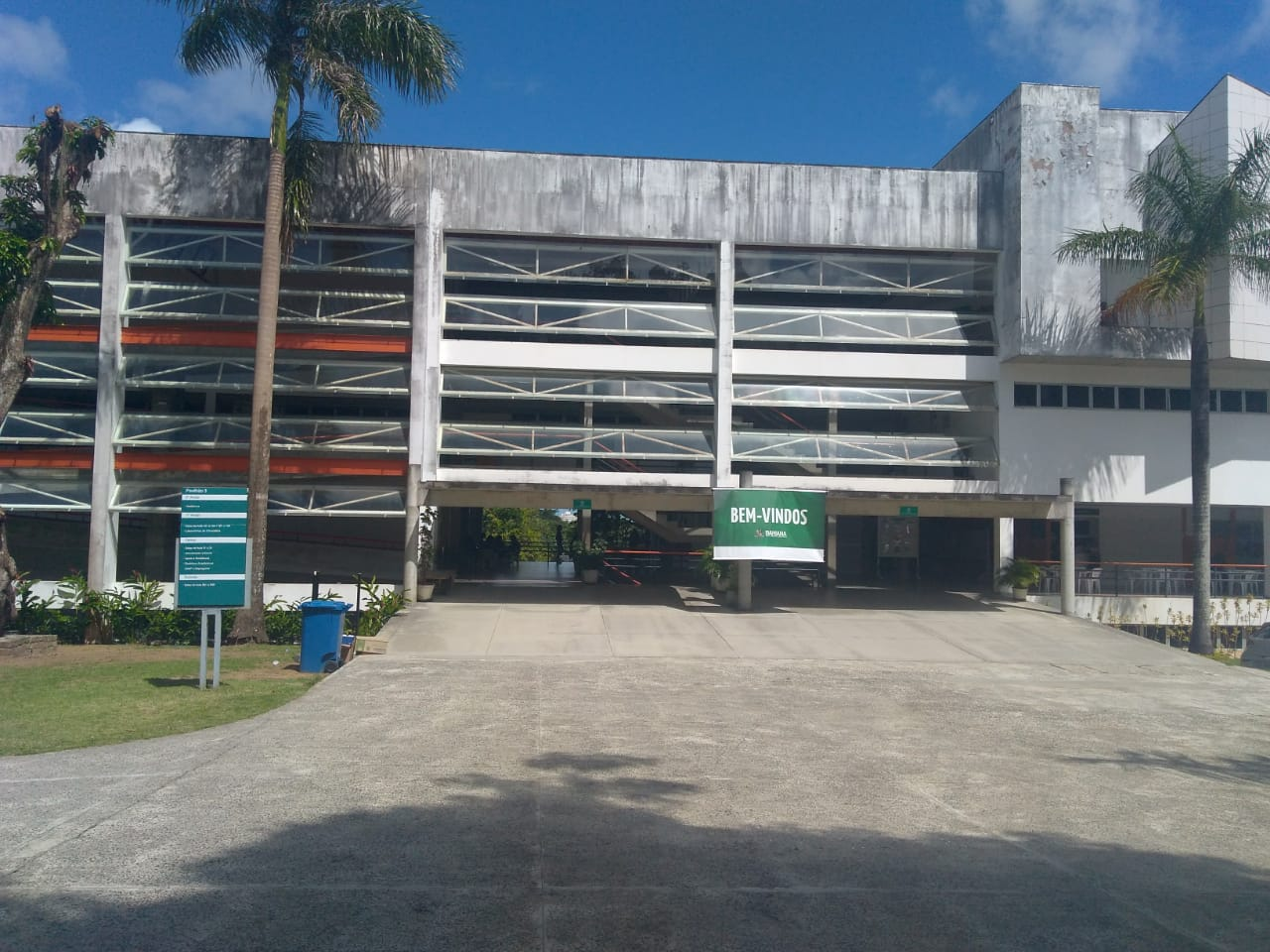
EBMSP Campus Cabula

Com olhos atentos à realidade do mercado de formação profissional em saúde na Bahia dos anos 50, um grupo de visionários médicos, acadêmicos, religiosos e gestores públicos idealizaram uma nova instituição.
Nessa época, o estado contava apenas com o curso da Faculdade de Medicina da Bahia, que oferecia 130 vagas por ano – disputadas por baianos e jovens vindos de diversos estados.
Diante desse panorama, os médicos Antônio Simões da Silva Freitas, Orlando de Castro Lima, Jorge Valente, Aristides Novis Filho, Adelaido Ribeiro, Antônio Souza Lima Machado, Colombo Moreira Spínola, Urcício Santiago e André Negreiros Falcão, os religiosos Francisco Pinheiro Lima Junior e Manoel Aquino Barbosa e o professor secundarista René Alfredo Guimarães  lideraram o início de uma grande jornada.
A transferência das atividades práticas do curso de Medicina da Universidade da Bahia para o Hospital das Clínicas, em 1948, deixou livre o espaço para atividades acadêmicas do Hospital Santa Izabel, mantido pela Santa Casa de Misericórdia.  Percebendo a oportunidade, o grupo de idealizadores entrou em negociação com a direção da Santa Casa, com o objetivo de implantar um novo curso de Medicina em Salvador. A proposta foi aceita com entusiasmo pelo então provedor Otávio Ariani Machado.
Em 31 de maio de 1952, os 13 fundadores assinaram a ata que formalizava a criação da Fundação Bahiana para Desenvolvimento da Medicina (atual Fundação Bahiana para Desenvolvimento das Ciências), com a missão de servir como mantenedora da Escola Bahiana de Medicina e Saúde Pública.
Após a formalização de todos os trâmites, no dia 13 de novembro de 1952, foi eleita a primeira comissão executiva da Fundação, integrada por Antônio Simões da Silva Freitas (presidente), Jorge Valente (secretário geral), Adelaido Ribeiro (secretário de Finanças), Urcício Santago (secretário de Cultura) e Aristides Novis Filho (secretário de Administração).
No dia 6 de dezembro de 1952, o médico e professor Jorge Valente foi eleito o primeiro diretor da Escola Bahiana de Medicina e Saúde Pública e o professor René Alfredo Guimarães, o primeiro secretário. A data também marcou a aprovação do regimento interno da Fundação.
A primeira equipe de professores foi selecionada em janeiro de 1953. Em 14 de abril, foi realizado o primeiro vestibular da história da Bahiana, para o qual se inscreveram 94 candidatos, que concorriam a 40 vagas. Ainda em abril, o professor Aristides Novis Filho ministraria a aula inaugural do curso de Medicina. Em 1958, formava-se a primeira turma da Escola Bahiana de Medicina e Saúde Pública.

### Expansão e dias atuais
“Arrumar a casa para suportar o seu crescimento”. Esta foi a primeira ordem do Professor Orlando de Castro Lima ao assumir a presidência da mantenedora, em 1969. Inicialmente, a nova gestão apostou no tratamento da saúde financeira da instituição, implantando um modelo que tinha na expansão a grande marca de seu trabalho. Foram assinados convênios com os Hospitais Santo Amaro, Aristides Maltez, Martagão Gesteira, Maternidade Gesu Bambino, Instituto de Reumatologia, dentre outras unidades de saúde da capital baiana.
O início da década de 1970 foi marcado por importantes passos que contribuem para a imagem da Bahiana até os dias de hoje.
Em 1971, a instituição foi inscrita junto ao Conselho Nacional de Serviço Social, segundo o Decreto nº 254.586. No ano seguinte, foi reconhecida como entidade filantrópica pelo Ministério da Educação e Cultura e, em 1973, recebeu o título de utilidade pública nos âmbitos Municipal, Estadual e Federal.
Em 1972, a Fundação adquiriu um terreno de 6,5 mil m² no bairro de Brotas, com a finalidade de aprofundar os estudos em obstetrícia. No local, foi edificado o audacioso projeto do Instituto de Perinatologia da Bahia (IPERBA).  Inaugurada em 1975, sob direção do médico Domingos Ferreira, a maternidade do IPERBA possui os primeiros aparelhos de ultrassonografia da Bahia, doados pelo governo suíço.
Além de projetos arrojados, a gestão do professor Orlando de Castro Lima também foi caracterizada por importantes obras, como a construção da biblioteca da Escola Bahiana de Medicina e Saúde Pública e dos laboratórios de Fisiologia, Parasitologia, Microbiologia, Anatomia Patológica e Patologia Geral.
No bairro de Brotas, ainda seria feita outra importante aquisição: uma área de 18.102 m², onde funcionava o Proventório Santa Terezinha. O prédio foi completamente reformado para funcionamento do Ambulatório de Brotas (atual ADAB), centro de referência em assistência médica. Hoje, o ADAB possui mais de 20 especialidades, como psicologia, fisioterapia, terapia ocupacional, exames laboratoriais e diagnósticos por imagem, atendendo à população por rede conveniada e particular.
Durante a administração do Dr. Humberto de Castro Lima, o ambulatório seria reformado e ampliado, ganhando oito salas de exames, quatro postos de coleta, sala para esterilização, secretaria, arquivo, sala de entrega de resultados, vestiário, almoxarifado, diretoria e sala de espera para 100 pessoas.
Em 1998, realizou-se a construção de um novo pavilhão de aulas, a Unidade Acadêmica Brotas, com quatro pavimentos de 5,1 mil m² de área. Meses depois, a Bahiana adquiriu um terreno de 69 mil m² no bairro do Cabula, onde foi implantada mais uma unidade acadêmica.
Em 2012, a unidade de Nazaré deixou de abrigar cursos de graduação, passando a funcionar como centro de estudo e pesquisa. As atividades de graduação e pós-graduação são realizadas nas unidades acadêmicas Brotas e Cabula.

## Cursos

### Graduação
Atualmente, a Bahiana oferece sete cursos de graduação.
A expansão foi iniciada na década de 70, que marcou a consolidação da escola como instituição de referência na formação de profissionais de saúde.  Nesse período, novos cursos passaram a integrar a grade de ensino.
Em 1972, os cursos de Fisioterapia e Terapia Ocupacional foram incorporados à Bahiana. Ambos já funcionavam nas dependências da Escola, mas eram vinculados à Universidade da Bahia e tinham o padrão de ensino médio. Idealizados pelo professor Fernando Nova, passaram a ser administrados e coordenados pela Bahiana e, em 1975, foram reconhecidos como cursos de ensino superior pelo Ministério da Educação e Cultura.
Na mesma época, a Bahiana também passou a oferecer o curso de especialização em Medicina do Trabalho, que foi ministrado até o ano de 1982. O curso retornaria à grade no fim da década de 90.
Em 1992, deu-se início a um novo processo de expansão, com recursos humanos e investimentos direcionados para a criação de novos cursos de graduação e pós-graduação.
Em 1999, foi criado o curso de Odontologia, que, assim como o de Medicina, surgiu para preencher uma lacuna no ensino universitário de Salvador. O curso possui mais de 90% dos professores qualificados com mestrado e/ou doutorado, excelente infraestrutura e um moderno projeto pedagógico.
No ano seguinte, deu-se mais um importante passo, com o lançamento do curso de graduação em Psicologia. As atividades tiveram início no mesmo ano e a primeira turma colou grau em 2004.
O ano de 2003 representou outro marco para a Bahiana, com o lançamento do curso de Biomedicina – o primeiro da cidade de Salvador. Com cerca de 70% das atividades práticas realizadas na Unidade Acadêmica Cabula e parte dos estágios realizados no ADAB, o curso oferece um enfoque especial no trabalho na atenção básica e em equipes multidisciplinares. Uma de suas particularidades é a parceria com a Fundação Oswaldo Cruz (Fiocruz), cujos profissionais representam parcela considerável do corpo docente.
Finalmente, em 2007, foi criado o curso de Enfermagem. Em 2012, com apenas 5 anos de existência, o curso recebeu o mais alto conceito na avaliação do MEC.

### Pós-Graduação, Pesquisa e Extensão
Desde 2003, a Bahiana oferece Pós-Graduação lato e stricto sensu. O programa contempla diversas áreas do conhecimento em saúde, com um renomado corpo docente e parcerias com instituições de referência no cenário nacional.
São mais de 40 opções de cursos, incluindo o Mestrado em Tecnologias da Saúde, o Mestrado Acadêmico em Odontologia e o Mestrado e Doutorado em Medicina e Saúde Humana.
No programa lato sensu, a escola oferece nove cursos de especialização, dos quais fazem parte treinamentos em serviço sob a forma de residência.  Como extensão universitária, são realizadas atividades de treinamento e capacitação.
O incentivo à pesquisa e ao desenvolvimento da ciência é outra grande marca da Pós-Graduação da Bahiana, com altos investimentos em recursos para estudos e experimentações. Primeira escola privada a integrar a Rede Nacional de Ensino e Pesquisa (RNP), a Bahiana possui 32 grupos de pesquisa cadastrados no CNPq e disponibiliza 60 bolsas de iniciação científica e 180 de monitoria, além de 45 bolsas de iniciação em parceria com a FAPESB.

## Filosofia
Criada para atender à demanda da cidade de Salvador por uma alternativa de qualidade na formação de profissionais de saúde, a Bahiana presta diversos serviços de assistência à população, que apresentam números cada vez mais expressivos ao longo dos anos. Em 2012, mais de 600 mil pessoas foram atendidas nos ambulatórios da instituição.
Os programas pedagógicos multidisciplinares e o enfoque humanístico dos cursos refletem o ideal de promoção do bem-estar e da saúde através de uma capacitação profissional completa. Esta abordagem pode ser notada desde o Processo Seletivo Formativo (Prosef), um modelo vestibular inovador que permite ao candidato vivenciar a profissão escolhida, exercitando suas vocações e interagindo com futuros colegas e professores.
Reconhecida pelo estímulo a atividades de pesquisa e pelos investimentos em estrutura e tecnologia, a Bahiana também é referência em incentivo ao desenvolvimento científico.

## Unidades acadêmicas

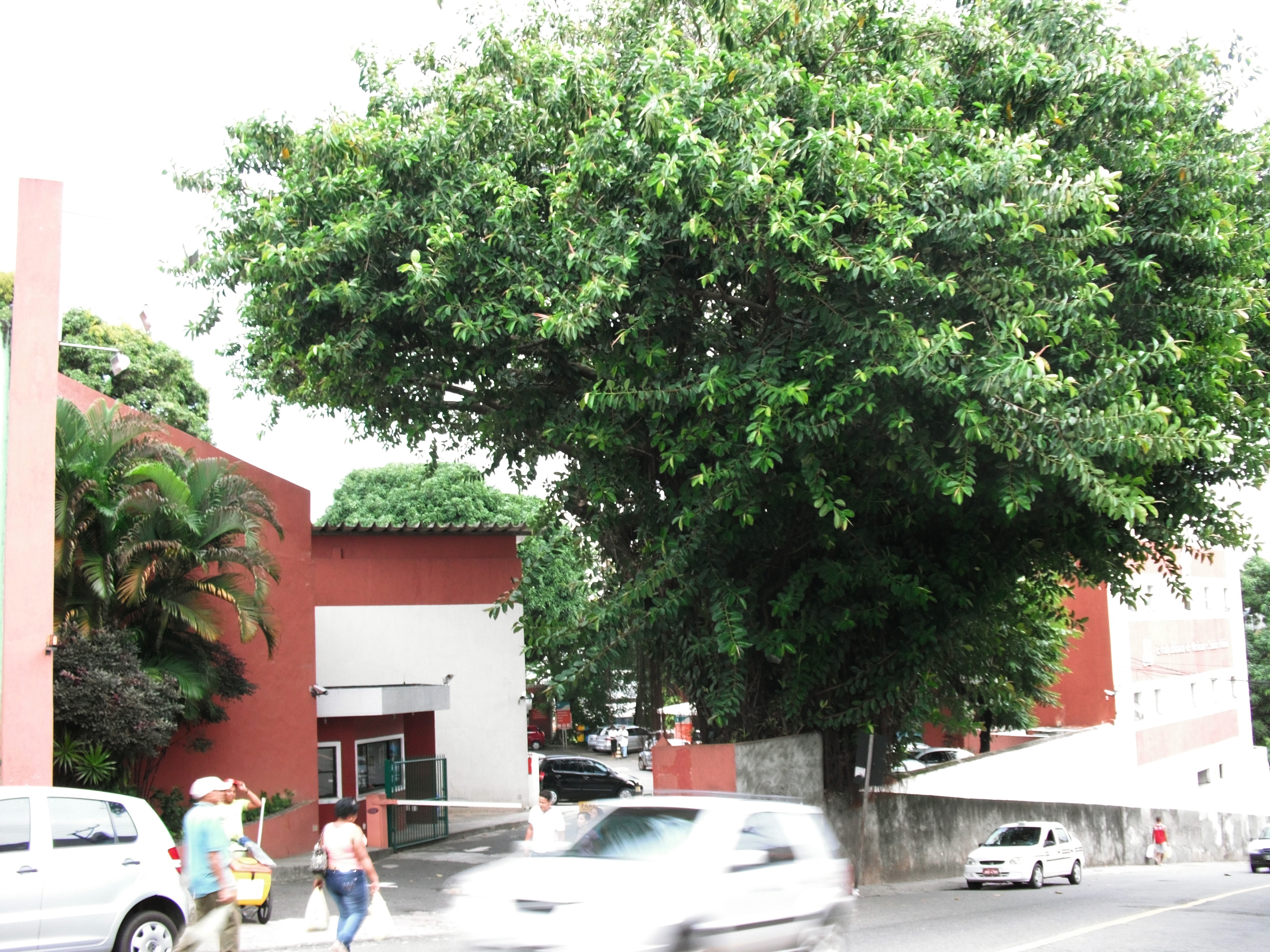
Entrada principal da Unidade Acadêmica Nazaré.

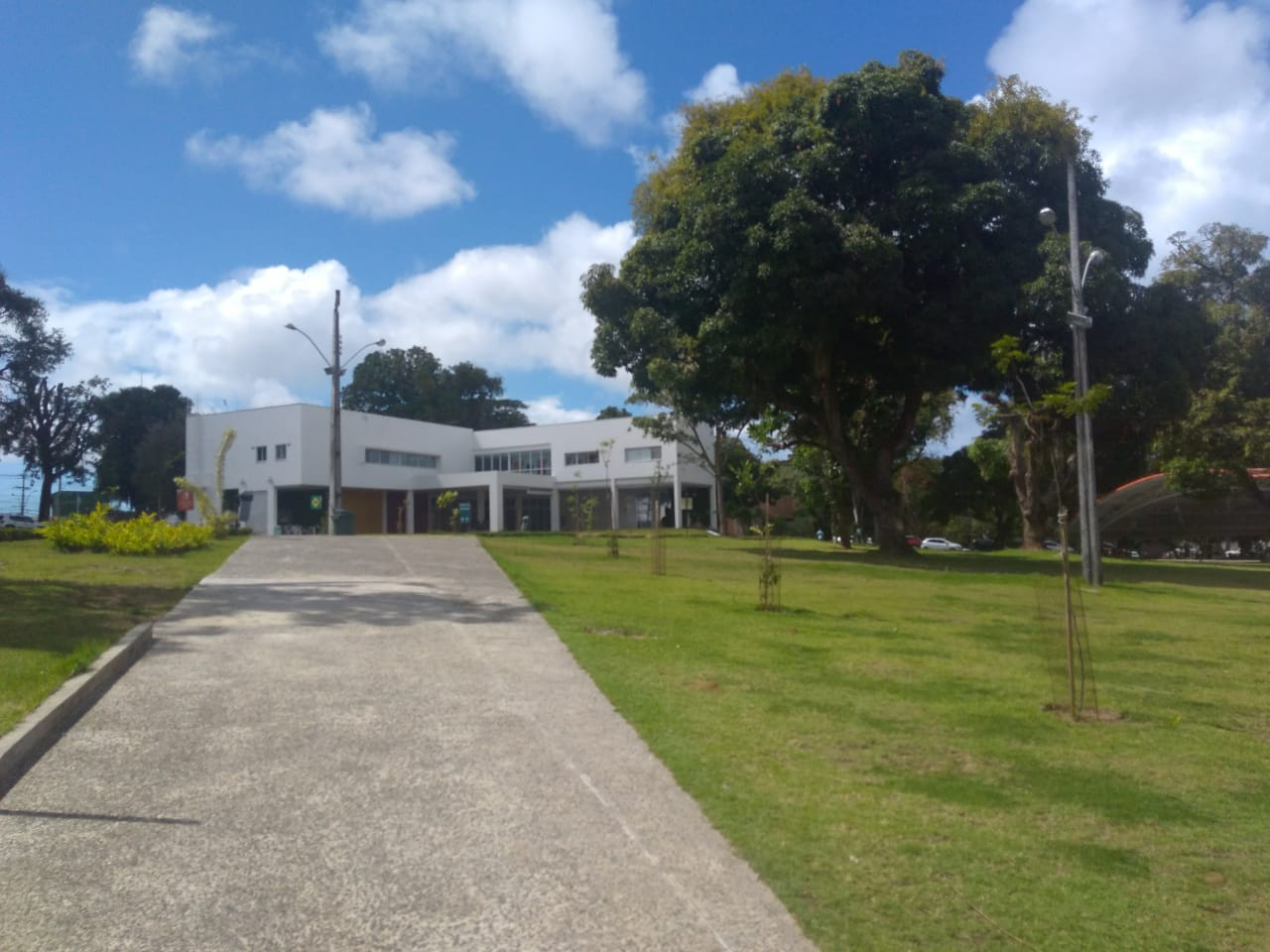
Gramado do Campus Cabula, área de convivência dos discentes.

### Brotas
Na Unidade Acadêmica Brotas são realizadas as atividades de cursos de graduação e pós-graduação. Próxima ao campus, está localizada a unidade de atendimento multiprofissional do ADAB (Ambulatório Docente-Assistencial da Bahiana), onde são prestados serviços de atendimento à população e os alunos iniciam-se em atividades de estágio.

### Cabula
Construída em uma área verde de mais de 60 mil m², a Unidade Acadêmica Cabula possui uma estrutura moderna, com três pavilhões de aulas, laboratórios de pesquisa, centro de convivência, auditório e a unidade odontológica do ADAB.
Também é nessa unidade que a Bahiana realiza o Processo Seletivo Formativo, além de outros importantes eventos do calendário acadêmico, como a Mostra Científica e Cultura, o Fórum Pedagógico, as jornadas de Odontologia e Enfermagem e as atividades de recepção aos novos alunos.

## Centros de atendimento
Além das unidades acadêmicas, a Bahiana possui diversos centros de atendimento assistencial à população:
- Ambulatório Docente-Assistencial Multiprofissional da Bahiana (ADAB Brotas)
- Ambulatório Docente-Assistencial Odontológico do Cabula (ADAB Cabula)
- Centro Integrado e Multidisciplinar de HTLV e Hepatites Virais
- Clínica Avançada em Fisioterapia (CAFIS)
- Serviço de Psicologia (SEPSI)
- Serviço de Terapia Ocupacional (SerTO)

## Revistas científicas
- Brazilian Journal of Medicine and Human Health
- Revista Pesquisa em Fisioterapia
- Revista Enfermagem Contemporânea
- Revista Psicologia, Diversidade e Saúde
- Revista Bahiana de Odontologia